# Caducifer camelopardalus
Caducifer camelopardalus là một loài ốc biển, là động vật thân mềm chân bụng sống ở biển trong họ Prodotiidae.